# Viercontinentenkampioenschap kunstschaatsen 2019

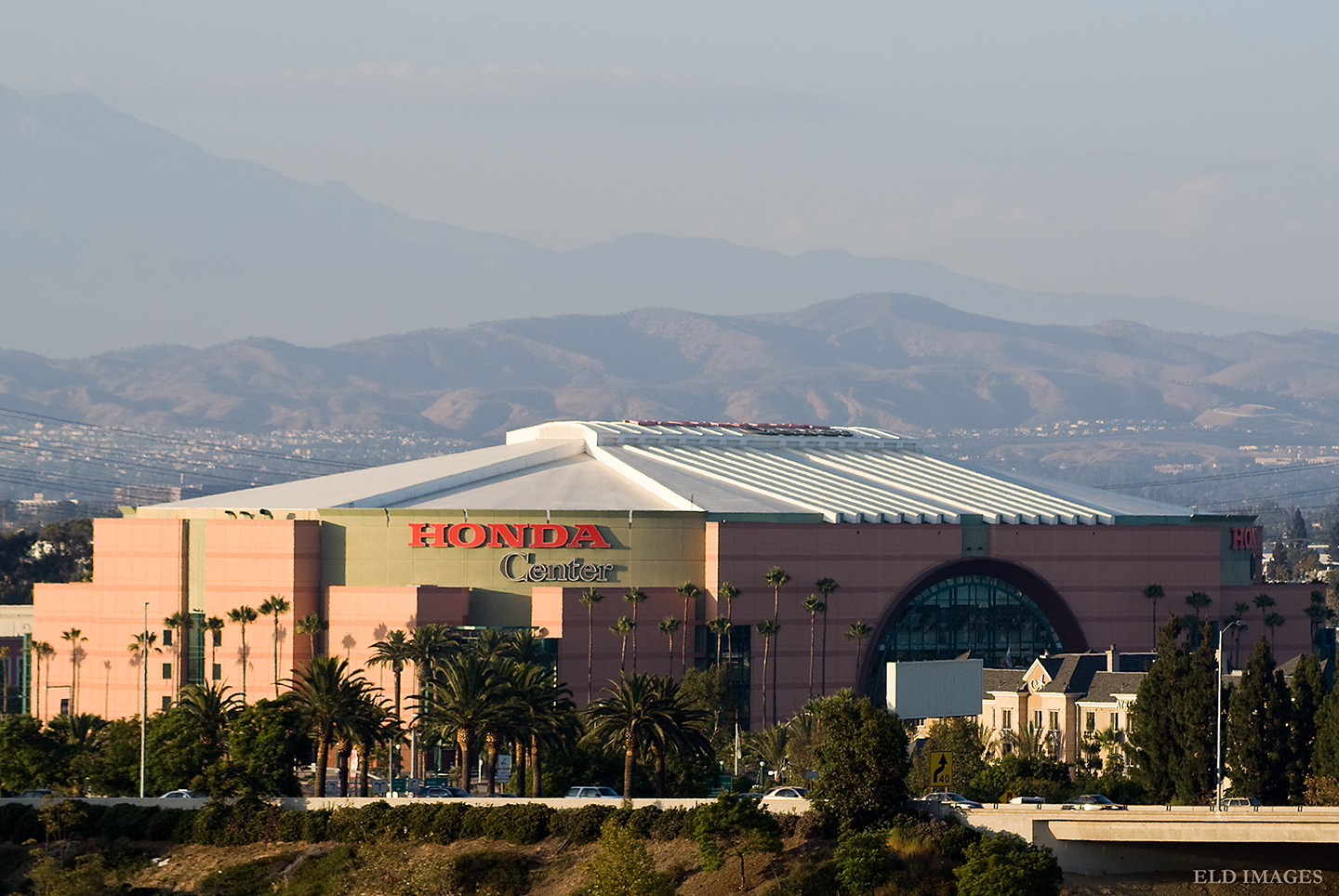
Het Honda Center, locatie van de kampioenschappen

Het Viercontinentenkampioenschap is een jaarlijks terugkerend evenement in het kunstschaatsen dat georganiseerd wordt door de Internationale Schaatsunie (ISU) voor deelnemers uit landen buiten Europa, namelijk van de vier continenten Afrika, Amerika, Azië en Oceanië.
De editie van 2019 was het eenentwintigste "4CK" dat werd georganiseerd. De wedstrijden vonden plaats van 7 tot en met 10 februari in het "Honda Center" in Anaheim, Orange County, Californië. Het was voor de vijfde keer dat dit kampioenschap in de Verenigde Staten plaatsvond, in 2001 was Salt Lake City en in 2006, 2007 en 2012 Colorado Springs gaststad voor deze kampioenschappen.
Medailles waren er te verdienen in de traditionele onderdelen: mannen individueel, vrouwen individueel, paarrijden en ijsdansen.
| Programma | Programma            | Programma          | Programma           | Programma          | Programma          | Programma |
| --------- | -------------------- | ------------------ | ------------------- | ------------------ | ------------------ | --------- |
|           | donderdag 7 februari | vrijdag 8 februari | zaterdag 9 februari | zondag 10 februari | zondag 10 februari |           |
| Mannen    | korte kür            |                    | vrije kür           |                    | Gala               |           |
| Vrouwen   | korte kür            | vrije kür          |                     |                    | Gala               |           |
| Paren     |                      | korte kür          | vrije kür           |                    | Gala               |           |
| IJsdansen |                      | rhythm dans        |                     | vrije dans         | Gala               |           |

## Deelnemende landen
Alle ISU-leden uit Afrika, Amerika, Azië en Oceanië hadden het recht om maximaal drie startplaatsen per categorie in te vullen. Deze regel is afwijkend ten opzichte van de overige ISU kampioenschappen waarbij extra startplaatsen kunnen worden verdiend door de prestaties van de deelnemers in het voorgaande jaar.
Veertien landen schreven dit jaar deelnemers in voor deze kampioenschappen. Zij vulden het aantal van 67 startplaatsen in. Canada en de Verenigde Staten vulden ieder de maximale mogelijkheid van twaalf startplaatsen in.
(Tussen haakjes het aantal startplaatsen; respectievelijk: mannen, vrouwen, paren, ijsdansen)
| Canada (3-3-3-3) Verenigde Staten (3-3-3-3) China (2-1-2-3) Australië (3-2-0-2) Japan (3-3-0-1) | Zuid-Korea (3-3-0-0) Hongkong (2-2-0-0) Kazachstan (1-1-0-0) Maleisië (2-0-0-0) Mexico (1-1-0-0) | Taiwan (1-1-0-0) Brazilië (0-1-0-0) Filipijnen (0-1-0-0) Thailand (1-0-0-0) |

## Medailleverdeling
Bij de mannen werd Shoma Uno de vijfde Japanner die dit kampioenschap op zijn naam schreef, het was de zevende titel voor Japan. Voor Uno was het zijn derde kampioenschapsmedaille, in 2017 werd hij derde en in 2018 tweede. De titelverdediger, de Chinees Jin Boyang, eindigde dit kampioenschap op de tweede plaats, ook voor hem was het zijn derde medaille, in 2016 werd hij ook tweede. De derde positie werd ingenomen door de debuterende Amerikaan Vincent Zhou.
Bij de vrouwen werd Rika Kihira de negende Japanse die dit kampioenschap op haar naam schreef, het was de dertiende titel voor Japan. Voor Kihira was het haar eerste podiumplaats. De zilveren medaille werd door Jelizabet Toersynbajeva behaald, ook voor haar was het haar eerste medaille. Het was ook de eerste medaille bij de vrouwen voor Kazachstan, alleen Denis Ten had eerder een medaille, goud bij de mannen in 2015, gewonnen voor dit land. De derde positie werd ingenomen door de Japanse Mai Mihara, de kampioene van 2017 en zilveren medaille winnares in 2018.
Bij de paren ging de titel voor de vijftiende keer naar China en voor de vijfde keer naar het paar Sui Wenjing / Han Cong. Hun eerdere titels werden in 2012, 2014, 2016 en 2017 behaald. Het Canadese paar Kirsten Moore-Towers / Michael Marinaro op plaats twee behaalden hun tweede podiumplaats, in 2013 behaalden ze ook de zilveren medaille. Ook het Chinese paar Peng Cheng / Jin Yang op plaats twee behaalden beide hun tweede medaille, gezamenlijk hun eerste. Cheng werd in 2015 tweede met Zhang Hao en Yang in 2016 derde met Yu Xiaoyu.
Net als bij de eerste negentien edities gingen ook deze editie de medailles in het ijsdansen naar Canada en de Verenigde Staten. Madison Chock / Evan Bates wonnen als zevende Amerikaans paar de titel welke voor de twaalfde keer naar de Verenigde Staten ging. Het was hun vijfde podiumplaats, in 2013 en 2017 werden ze derde, in 2015 en 2016 tweede. De plaatsen twee en drie werden door Canadezen ingenomen. De zilveren medaillisten Kaitlyn Weaver / Andrew Poje wonnen ook hun vijfde medaille, ze werden kampioen in 2010 en 2015 en derde in 2012 en 2016. De bronzen medaillisten Piper Gilles / Paul Poirier behaalden hun tweede medaille, in 2014 werden ze tweede.
| Onderdeel | Goud                       | Zilver                                  | Brons                       |
| --------- | -------------------------- | --------------------------------------- | --------------------------- |
| Mannen    | Shoma Uno                  | Jin Boyang                              | Vincent Zhou                |
| Vrouwen   | Rika Kihira                | Jelizabet Toersynbajeva                 | Mai Mihara                  |
| Paren     | Sui Wenjing / Han Cong     | Kirsten Moore-Towers / Michael Marinaro | Peng Cheng / Jin Yang       |
| IJsdansen | Madison Chock / Evan Bates | Kaitlyn Weaver / Andrew Poje            | Piper Gilles / Paul Poirier |

## Uitslagen
| #                | naam (deelname)           | land                      | punten | korte kür   | vrije kür   |
| ---------------- | ------------------------- | ------------------------- | ------ | ----------- | ----------- |
| Goud             | Shoma Uno (5)             | Vlag van Japan            | 289.12 | 091.76 (4)  | 197.36 (1)  |
| Zilver           | Jin Boyang (4)            | Vlag van China            | 273.51 | 092.17 (3)  | 181.34 (2)  |
| Brons            | Vincent Zhou              | Vlag van Verenigde Staten | 272.22 | 100.18 (1)  | 172.04 (5)  |
| 04               | Keegan Messing            | Vlag van Canada           | 267.61 | 088.18 (5)  | 179.43 (3)  |
| 05               | Jason Brown (4)           | Vlag van Verenigde Staten | 258.89 | 086.57 (6)  | 172.32 (4)  |
| 06               | Cha Jun-hwan              | Vlag van Zuid-Korea       | 255.83 | 097.33 (2)  | 158.50 (8)  |
| 07               | Keiji Tanaka (5)          | Vlag van Japan            | 251.54 | 083.93 (7)  | 167.61 (6)  |
| 08               | Tomoki Hiwatashi          | Vlag van Verenigde Staten | 236.79 | 076.95 (9)  | 159.84 (7)  |
| 09               | Brendan Kerry (9)         | Vlag van Australië        | 224.44 | 076.81 (10) | 147.63 (9)  |
| 10               | Nam Nguyen (5)            | Vlag van Canada           | 216.49 | 079.55 (8)  | 136.94 (10) |
| 11               | Nicolas Nadeau            | Vlag van Canada           | 209.65 | 074.44 (11) | 135.21 (11) |
| 12               | Kazuki Tomono             | Vlag van Japan            | 206.41 | 074.16 (12) | 132.25 (12) |
| 13               | Andrew Dodds (6)          | Vlag van Australië        | 191.40 | 071.91 (13) | 119.49 (15) |
| 14               | Lee June-hyoung (7)       | Vlag van Zuid-Korea       | 188.10 | 064.19 (16) | 123.91 (14) |
| 15               | Lee Si-hyeong (3)         | Vlag van Zuid-Korea       | 183.98 | 056.03 (21) | 127.95 (13) |
| 16               | Zhang He                  | Vlag van China            | 179.59 | 067.38 (15) | 112.51 (18) |
| 17               | Donovan Carrillo (2)      | Vlag van Mexico           | 174.70 | 071.16 (14) | 103.54 (20) |
| 18               | Micah Tang (3)            | Vlag van Taiwan           | 174.59 | 062.95 (17) | 111.64 (19) |
| 19               | Micah Kai Lynette (2)     | Vlag van Thailand         | 174.44 | 057.45 (19) | 116.99 (16) |
| 20               | Julian Zhi Jie Yee (7)    | Vlag van Maleisië         | 174.10 | 061.23 (18) | 112.87 (17) |
| 21               | Harrison Jon-Yen Wong (3) | Vlag van Hongkong         | 148.54 | 056.27 (20) | 092.27 (22) |
| 22               | Leslie Man Cheuk Ip (4)   | Vlag van Hongkong         | 146.60 | 050.40 (23) | 096.20 (21) |
| 23               | Nikita Manko              | Vlag van Kazachstan       | 138.40 | 051.15 (22) | 087.25 (23) |
| 24               | Mark Webster (7)          | Vlag van Australië        | 126.41 | 050.24 (24) | 076.17 (24) |
| Alleen korte kür |                           |                           |        |             |             |
| 25               | Kai Xiang Chew (3)        | Vlag van Maleisië         |        | 46.38 (25)  |             |

| #      | naam (deelname)                | land                      | punten | korte kür  | vrije kür   |
| ------ | ------------------------------ | ------------------------- | ------ | ---------- | ----------- |
| Goud   | Rika Kihira                    | Vlag van Japan            | 221.99 | 68.85 (5)  | 153.14 (1)  |
| Zilver | Jelizabet Toersynbajeva (3)    | Vlag van Kazachstan       | 207.46 | 68.09 (6)  | 139.37 (3)  |
| Brons  | Mai Mihara (3)                 | Vlag van Japan            | 207.12 | 65.15 (8)  | 141.97 (2)  |
| 04     | Kaori Sakamoto (2)             | Vlag van Japan            | 206.79 | 73.36 (2)  | 133.43 (4)  |
| 05     | Bradie Tennell                 | Vlag van Verenigde Staten | 202.07 | 73.91 (1)  | 128.16 (5)  |
| 06     | Mariah Bell (3)                | Vlag van Verenigde Staten | 193.94 | 70.02 (3)  | 123.92 (6)  |
| 07     | Lim Eun-soo                    | Vlag van Zuid-Korea       | 191.85 | 69.14 (4)  | 122.71 (8)  |
| 08     | Kim Ye-lim                     | Vlag van Zuid-Korea       | 187.93 | 64.42 (9)  | 123.51 (7)  |
| 09     | Véronik Mallet (4)             | Vlag van Canada           | 170.46 | 54.97 (12) | 115.49 (9)  |
| 10     | Larkyn Austman                 | Vlag van Canada           | 165.21 | 54.99 (11) | 110.22 (12) |
| 11     | Ting Cui                       | Vlag van Verenigde Staten | 164.84 | 66.73 (7)  | 098.11 (14) |
| 12     | Yi Christy Leung               | Vlag van Hongkong         | 164.79 | 53.93 (15) | 110.86 (11) |
| 13     | Kim Ha-nul (2)                 | Vlag van Zuid-Korea       | 162.48 | 51.44 (17) | 111.04 (10) |
| 14     | Chen Hongyi                    | Vlag van China            | 150.50 | 54.44 (13) | 096.06 (15) |
| 15     | Kailani Craine (5)             | Vlag van Australië        | 149.52 | 60.64 (10) | 088.88 (17) |
| 16     | Alaine Chartrand (6)           | Vlag van Canada           | 147.54 | 45.89 (21) | 101.65 (13) |
| 17     | Isadora Williams (2)           | Vlag van Brazilië         | 138.26 | 47.92 (19) | 090.34 (16) |
| 18     | Alisson Krystle Perticheto (3) | Vlag van Filipijnen       | 136.97 | 51.66 (16) | 085.31 (19) |
| 19     | Amy Lin (4)                    | Vlag van Taiwan           | 134.56 | 46.99 (20) | 087.57 (18) |
| 20     | Andrea Montesinos Cantú        | Vlag van Mexico           | 124.51 | 42.92 (22) | 081.59 (20) |
| 21     | Joanna So (2)                  | Vlag van Hongkong         | 117.82 | 50.00 (18) | 067.82 (21) |
|        | Brooklee Han (7)               | Vlag van Australië        |        | 54.22 (14) | t.z.t.      |

| #      | naam (deelname)                               | land                      | punten | korte kür | vrije kür  |
| ------ | --------------------------------------------- | ------------------------- | ------ | --------- | ---------- |
| Goud   | Sui Wenjing (6) Han Cong (6)                  | Vlag van China            | 211.11 | 74.19 (2) | 136.92 (1) |
| Zilver | Kirsten Moore-Towers (6) Michael Marinaro (6) | Vlag van Canada           | 211.05 | 74.66 (1) | 136.39 (2) |
| Brons  | Peng Cheng (4) Jin Yang (3)                   | Vlag van China            | 205.42 | 69.48 (3) | 135.94 (3) |
| 04     | Ashley Cain (3) Timothy LeDuc (3)             | Vlag van Verenigde Staten | 196.82 | 67.49 (4) | 129.33 (4) |
| 05     | Haven Denney (4) Brandon Frazier (4)          | Vlag van Verenigde Staten | 184.18 | 61.71 (7) | 122.47 (5) |
| 06     | Tarah Kayne (5) Daniel O'Shea (5)             | Vlag van Verenigde Staten | 180.36 | 66.34 (5) | 114.02 (6) |
| 07     | Evelyn Walsh Trennt Michaud                   | Vlag van Canada           | 159.05 | 61.91 (6) | 097.14 (8) |
| 08     | Camille Ruest (2) Andrew Wolfe (2)            | Vlag van Canada           | 158.91 | 57.38 (7) | 101.53 (7) |

| #      | naam (deelname)                            | land                      | punten | rhythm dans | vrije dans  |
| ------ | ------------------------------------------ | ------------------------- | ------ | ----------- | ----------- |
| Goud   | Madison Chock (7) Evan Bates (7)           | Vlag van Verenigde Staten | 207.42 | 81.17 (2)   | 126.25 (1)  |
| Zilver | Kaitlyn Weaver (9) Andrew Poje (9)         | Vlag van Canada           | 203.93 | 80.56 (3)   | 123.37 (3)  |
| Brons  | Piper Gilles (6) Paul Poirier (8)          | Vlag van Canada           | 202.45 | 78.05 (4)   | 124.40 (2)  |
| 04     | Madison Hubbell (6) Zachary Donohue (6)    | Vlag van Verenigde Staten | 201.66 | 81.95 (1)   | 119.71 (4)  |
| 05     | Kaitlin Hawayek (3) Jean-Luc Baker (3)     | Vlag van Verenigde Staten | 189.87 | 74.42 (5)   | 115.45 (5)  |
| 06     | Laurence Fournier Beaudry Nikolaj Sørensen | Vlag van Canada           | 186.91 | 73.30 (6)   | 113.61 (6)  |
| 07     | Wang Shiyue (6) Liu Xinyu (6)              | Vlag van China            | 169.11 | 64.37 (7)   | 104.74 (7)  |
| 08     | Chen Hong Sun Zhuoming (3)                 | Vlag van China            | 156.89 | 59.44 (8)   | 097.45 (8)  |
| 09     | Misato Komatsubara (2) Timothy Koleto (3)  | Vlag van Japan            | 149.14 | 54.94 (9)   | 094.20 (9)  |
| 10     | Chantelle Kerry (2) Andrew Dodds (2)       | Vlag van Australië        | 138.53 | 53.98 (10)  | 084.55 (10) |
| 11     | Ning Wanqi Wang Chao                       | Vlag van China            | 130.92 | 52.10 (11)  | 078.82 (11) |
| 12     | Matilda Friend (4) William Badaoui (4)     | Vlag van Australië        | 118.22 | 43.64 (12)  | 074.58 (12) |

1999 · 
2000 · 
2001 · 
2002 · 
2003 · 
2004 · 
2005 · 
2006 ·
2007 ·
2008 ·
2009 ·
2010 ·
2011 ·
2012 ·
2013 ·
2014 ·
2015 ·
2016 ·
2017 ·
2018 ·
2019 ·
2020 ·
2021 ·
2022
EK kunstschaatsen ·
WK kunstschaatsen ·
WK kunstschaatsen junioren ·
Olympische Spelen